# Liste des gouverneurs de la préfecture de Kumamoto
Liste des gouverneurs de la préfecture de Kumamoto :

## Gouverneurs élus (depuis 1947)
| Nom               | Investiture     | Fin du mandat   | Nombre de mandat(s) | Parti          |
| ----------------- | --------------- | --------------- | ------------------- | -------------- |
| Saburō Sakurai    | 16 avril 1947   | 10 février 1959 | 3                   |                |
| Kōsaku Teramoto   | 11 février 1959 | 2 février 1971  | 3                   | PLD            |
| Issei Sawada      | 11 février 1971 | 10 février 1983 | 3                   | PLD            |
| Morihiro Hosokawa | 11 février 1983 | 10 février 1991 | 2                   | PLD            |
| Jōji Fukushima    | 11 février 1991 | 25 février 2000 | 3                   | Sans étiquette |
| Yoshiko Shiotani  | 16 avril 2000   | 15 avril 2008   | 2                   | Sans étiquette |
| Ikuo Kabashima    | 16 avril 2008   | —               | 1 (en cours)        | Sans étiquette |